# 彭水生
彭水生，男，中共政治人物，軍事人物、少將。
曾任湖北省军区副政委以及湖北省军区政治部主任，于2008年7月升任少將，在任湖北省军区期間，對清理机关超编公勤人员和车問題提出意見 。